# قرى بني حسن
قرى بني حسن هي مجموعة قرى فلسطينية عرفت بهذا الاسم في الحقبة العثمانية في القرن الثامن والتاسع عشر، نسبة إلى قبيلة بني حسن، كانت لبني حسن ناحية تابعة إدارياً للواء القدس.

## التسمية
سميت قرى بني حسن بهذا الاسم نسبة إلى قبيلة بني حسن، حكمت مشيخة بني حسن عدة قرى بمنطقة القدس بفلسطين، وكان الشيخ هو الذي يجمع الضرائب نيابة عن الحكومة العثمانيّة المركزيّة.

## التاريخ
قدمت قبيلة بني حسن إلى القدس الشريف من منطقة جنوب الأردن ضمن جيش صلاح الدين الأيوبي في حملته لتحرير القدس وفلسطين من الصليبيين، قام صلاح الدين بإقطاع القبائل التي حاربت معه مناطق واسعة حول القدس وجبالها، وكان من هذه القبائل قبيلة بني زيد، قبيلة بني مالك، وقبيلة بني حسن، عُرفت ناحية بني حسن من قرى المشيخة التي كانت سائدة في أواخر الحقبة العثمانيةنذكر منها قرى الكراسي، قرى جورة عمرة، قرى العِرقيات، قرى الكفريات، قرى النزلات، قرى الصعبيات، قرى الشعراوية، قرى مشاريق البيتاوي، قرى الجماعينيات، قرى بني صعب، قرى بني حارث، قرى بني زيديعود أصل قبيلة بني حسن بنسبها الى السادة الحسينيين الذين انتشر بهم وادي الصرار وادي النسور غربي القدس الشريف.

## عدد قرى بني حسن
ضمت ناحية قبيلة بني حسن القرى التالية، قرية  عين كارم  ، قرية الولجة، قرية المالحة، قرية بتير، قرية الجورة، قرية صطاف (سطاف)، قرية خربة اللوز، قرية شرفات لفتا، بيت صفافا. يعتقد أنصوبا جزءاً من قرى بني حسن، وهناك من يقول قد أضيفت إلى ناحية بني حسن من الناحية الإدارية فقط.